# (33246) 1998 HK17
1998 HK17 (asteroide 33246) é um asteroide da cintura principal. Possui uma excentricidade de 0.08500680 e uma inclinação de 3.40894º.
Este asteroide foi descoberto no dia 18 de abril de 1998 por LINEAR em Socorro.